# Freie Kameradschaften
Les Freie Kameradschaften (en français : Camaraderies libres) sont des groupes Néonazis allemands organisés de manière informelle. 
Ce sont des associations légalement non constituées et donc difficiles à comprendre en termes de structure et de membres. Par exemple, dans les procédures civiles, tous les membres doivent être nommés et poursuivis.
Les groupes sont autonomes mais forment en réseau. Ils se voient comme faisant partie de la soi-disant résistance nationale, une sorte de front uni d'extrême droite. Selon les estimations de l'Office fédéral de la protection de la Constitution, l'Allemagne compte environ 150 camaraderies régionales et suprarégionales de cinq à vingt personnes chacune. Selon le bureau du procureur de Dresde, il existe en Saxe une quarantaine de camaraderies gratuites comptant au total 1 800 membres.

## Concept et organisation
Le concept de camaraderie libre ou camaraderie autonome est apparu au milieu des années 90, lorsque plusieurs partis extrémistes de droite nationalistes et organisations néonazies telles que le Freiheitlichen Deutschen Arbeiterpartei (FAP) ont été interdites. Les camarades sont, à la différence des partis ou des associations avec des membres permanents, des associations libres dans lesquelles les activistes ne sont nommément inscrits dans aucun livre de parti ni répertoire de membres de club et où sont recrutés de nouveaux membres parmi le cercle des connaissances et des concerts de rock légaux. Une camaraderie est pour ces raisons plus difficile à interdire par l'État. Outre le renoncement à une structure organisationnelle solide visible de l’extérieur, la camaraderie se caractérise par l’utilisation accrue des nouvelles technologies de la communication, telles que l’Infotelefone national et l’Internet, qui leur permettent une grande souplesse. Les camaraderies ont essentiellement repris leur structure organisationnelle de la scène autonome et de l'Antifa, où le concept d'organisation sans organisation existait depuis un certain temps.
Un rôle essentiel dans l’émergence et le développement de la « camaraderie libre » de Hambourg. Son ami et collègue Thomas Wulff (surnommé Steiner) développa le concept de nationalistes libres au milieu de 1996, dans lequel la camaraderie régionale devrait être fusionnée en alliances suprarégionales. Il se présenta lui-même dans une interview pour l'organe central nationaliste, source d'informations et de diffusion propagande d’importance suprarégionale, expliquée comme suit:
« C'est une structure d'alliance qui se concrétise toujours lorsqu'un large éventail de groupes d'action et de partis sont actifs dans les questions nationales et sociales en Allemagne du Nord. Avant tout, le nom doit préciser que, dans le cadre de cette action, toutes les autres forces nationales peuvent former une alliance sans devoir renoncer à leur indépendance »[réf. nécessaire].
En Allemagne, les alliances suprarégionales suivantes existent actuellement[Quand ?] :
- Nationales und Soziales Aktionsbündnis Norddeutschland (NSAN) dans les Länders du Schleswig-Holstein, à Hambourg, dans le Mecklembourg-Poméranie-Occidentale, en Basse-Saxe, à Brême et dans certaines parties de la Hesse,
- Nationales und Soziales Aktionsbündnis Mitteldeutschland dans les États de Brandebourg, Berlin, Saxe-Anhalt, Saxe et Thuringe,
- Widerstand West dans les états de Rhénanie du Nord-Westphalie et de Rhénanie-Palatinat,
- Résistance au sud dans les états fédéraux du Bade-Wurtemberg et de la Bavière,
- Aktionsbündnis Mittelhessen (ABM) autour de Marburg, jusqu'à Gießen,
- Aktionsbüro Rhein-Neckar : Südhessen, Nordbaden et le Palatinat,
- Aktionsbüro Saar : de la Sarre à RLP,
- Aktionsbüro Thuringe.

## Idéologie
Idéologiquement, la camaraderie libre est d'obédience nationaliste allemande d'extrême droite dont la ligne politique est plus ou moins proche du NPD.

## Relation entre les Kameradschaften et le NPD
Au sein du Kameradschaftsszene controversés sont en cours et la démarcation du NPD. Dans les États fédérés de l'Est en particulier, de nombreux cadres néonazis sont également membres du NPD ou de leur organisation de jeunesse JN. Le NPD entreprend à son tour de nombreuses activités pour impliquer les membres de la camaraderie libre. Plusieurs leaders importants de la communauté sont récemment devenus membres du parti. Pendant ce temps, l'ultranationaliste Thorsten Heise est même devenu membre du comité exécutif national du parti et est responsable d'une unité spécialement créée, Free Kameradschaften. Le directeur général fédéral Frank Schwerdt a activement participé à la fondation de plusieurs camaraderies dans la région de Berlin-Brandebourg avant de rejoindre le NPD. Udo Voigt, a proposé, dans la sixième édition de la feuille de scène Résistance, de coopérer avec les camaraderies autonomes. Il voulait dire : « Ceux qui travaillent pour se voir comme une alternative système et dont le fondement est une vision du monde nationaliste et veulent sérieusement y travailler, nous appelons à la coopération au sein du NPD »[réf. nécessaire].

## Actions

### Défilés et rassemblements
Les manifestations et les rassemblements constituent l’un des domaines d’action les plus essentiels des camaraderies libres. Le contenu est selon leurs propres déclarations plutôt insignifiant, il s'agit essentiellement de la présence dans la rue. Le protagoniste de la plupart des manifestations à mobilisation suprarégionale était et reste le Christian Worch. Les manifestations régionales, cependant, sont généralement enregistrées par les cadres locaux ou les forces du NPD.
Lors des défilés de « Mémoires héroïques » à proximité du cimetière militaire d'Halbe ou de la marche commémorative de Rudolf Hess, la « camaraderie libre » est toujours représentée en grand nombre. Ainsi, le 31 janvier 2004, les 1 000 nationalistes de Hambourg ont manifesté contre l'exposition de la Wehrmacht de l'Institut de recherches sociales de Hambourg sur les crimes de la Wehrmacht.

### TravailAnti-antifa
Le travail dit anti-antifa constitue un autre axe du spectre d'action, qui comprend la compilation d'informations sur la reconnaissance. Pour ce faire, on collecte et publie des noms, des adresses et des photos d’opposants politiques, de particuliers et de projets de gauche ou alternatifs. Les auteurs de ces listes noires ont tendance à s'abstenir d'appeler à la violence, mais l'intention de répandre la terreur et de se préparer à des actes de violence ne fait aucun doute. Le travail Anti-antifa a commencé pour la première fois sous sa forme organisée au milieu des années 1980. De nombreuses associations de camaraderie et suprarégionales reviennent à de telles structures. La sécurité intérieure de Thuringe sur l'anti-Antifa-Ostthüringen. Le travail anti-antifa des Autonome Nationalisten est particulièrement populaire.

### Formation paramilitaire
La camaraderie mène souvent des exercices d'entraînement militaire, en partie également avec des armes tranchantes. Celles-ci ont généralement lieu dans des zones forestières éloignées. Le groupe sportif interdit Hoffmann dans les années 1980 est un modèle pour ces activités. Souvent, la participation à des exercices de défense est uniquement autorisée pour sélectionner des ultranationalistes qui se considèrent souvent comme une élite au sein de leur scène.

### Propagande avec les arguments de l'adversaire politique
Pour la propagande politique, les membres utilisent également des sujets et mettent en scène des opposants politiques. Il est souvent annoncé avec des slogans écologiques (Gegen Genmais) avec des arguments anti-État.

### Entraînement politique et soirées de camaraderie
Une autre forme d'action importante de camaraderie libre est la formation politique et les soirées de camaraderie. Les premiers servent avant tout la consolidation idéologique des membres et se déroulent souvent dans les établissements d'enseignement appropriés, tels que le Collegium Humanum à Vlotho. Ici, des personnalités d'extrême droite telles que Christian Worch apparaissent souvent. Les soirées de camaraderie ont lieu dans les locaux de camarades ou de membres et consistent généralement en conférences politiques, planification d’actes et représentations musicales. Des auteurs-compositeurs comme Frank Rennicke.